# Ninjutsu
Il ninjutsu è la strategia e la tattica militare di guerra non convenzionale, guerriglia e spionaggio presumibilmente praticata dagli shinobi (comunemente conosciuti al di fuori del Giappone come ninja). Il ninjutsu era composto dall'insieme di strategie di guerra non convenzionale, pratiche spirituali, arti marziali specifiche (taijutsu etc.) e arti marziali tradizionali (bujutsu) con e senza armi. Era una disciplina separata in alcune scuole tradizionali giapponesi, e uno studio integrato di arti marziali, molto importante per i ninja e per difesa.

## Storia
Lo spionaggio in Giappone è presente fin dal principe Shotoku (572-622), anche se le origini dei ninja risalgono a molto prima. Secondo lo Shoninki il primo utilizzo aperto del ninjutsu durante una campagna militare fu nella guerra Genpei, quando Minamoto no Yoshitsune scelse guerrieri come shinobi da servire durante una battaglia. Questo manoscritto continuò a dire che durante l'era Kenmu, Kusunoki Masashige utilizzò il ninjutsu di frequente. La guerra Genpei durò dal 1180 al 1185. Il ninjutsu venne sviluppato da gruppi di persone principalmente della Provincia di Iga e Kōka del Giappone.
Nel corso della storia gli shinobi erano assassini, esploratori e spie che vennero assunte per lo più da signori territoriali noti come Daimyō. Gli shinobi condussero le operazioni che al samurai erano proibite. Gli shinobi erano noti soprattutto per il loro uso dell'invisibilità e dell'inganno. Nel corso della storia molte scuole diverse (ryū) insegnarono le loro versioni uniche del ninjutsu. Un esempio di questo è il togakure-ryu, che venne sviluppato dopo che un samurai sconfitto di nome Daisuke Togakure fuggì dalla regione di Iga. In seguito venne in contatto con il monaco guerriero Kain Doshi, che gli insegnò un nuovo modo di concepire la vita e i mezzi di sopravvivenza (ninjutsu).
Il ninjutsu venne sviluppato come una serie di tecniche di sopravvivenza fondamentali per la guerra nel periodo del Giappone feudale. I ninja utilizzarono la loro arte per garantire la loro sopravvivenza in un periodo di agitazione politica violenta. Ad un certo punto le abilità di spionaggio divennero conosciute collettivamente come ninjutsu e le persone che si specializzavano in questi compiti vennero chiamati Shinobi no mono.
La parola "ninjutsu" consiste di due parti:
- Nin (忍?, pazienza, sopportazione), che in Giappone ha acquisito l'accezione ulteriore di "muoversi non visti" o "agire di soppiatto".
- Jutsu (術?, arte, tecnica)

Una traduzione possibile del termine è: "tecnica delle operazioni furtive".  Il ninjutsu è ormai noto in Giappone e soprattutto in Europa come una delle antiche (koryū) arti marziali giapponesi. L'esperto per definizione nelle tecniche di ninjutsu è rappresentato nell'immaginario moderno dal ninja.
Fu durante il periodo noto come dei "feudi combattenti" (Sengoku) che si renderanno sempre più necessarie le mansioni spionistiche di militari addestrati e strategie sempre più sofisticate. Sembra che i maggiori esperti nella guerriglia fossero i signori di alcune aree geografiche remote e non politicamente forti, come Iga e Kōga, che dovettero proteggersi con sistemi di spionaggio piuttosto che con il dispiegamento di grandi armate.
Ne sarebbe una prova il fatto che dopo l'unificazione del paese da parte di Tokugawa Ieyasu nel 1601, che darà inizio a un'era relativamente pacifica fino alla restaurazione Meiji, egli stesso ed i suoi successori si avvalsero del servizio di alcuni uomini discendenti delle famiglie di Iga e Kōga, impiegati come guardie, poliziotti e spie. In realtà la dottrina militare (bujutsu) trasmessa in diverse scuole antiche, talune ancora esistenti, contiene spesso un repertorio di tecniche di guerriglia e spionaggio chiamato ninjutsu. D'altra parte il sistema tipico di trasmissione delle varie conoscenze tecniche nei clan giapponesi, attraverso una tradizione prettamente orale e un insegnamento diretto delle varie conoscenze, fa sì che la comprensione attuale di queste arti sia a volte dubbia e debba fare i conti con interpolazioni e leggende.